# Climatius
Climatius (gr. "pez inclinado") es un género de peces de la clase de los acantodios o "tiburones espinosos".Este pequeño pez era un miembro del orden Climatiiformes, el más antiguo grupo de acantodios. Se lo encontró en Europa y en América del Norte. Vivió entre el Silúrico Superior y el Devónico Inferior, y se le relaciona con Brachyacanthus.

## Características
Climatius recibe ese nombre por su cola, que apuntaba hacia arriba. Medía de 5,5 cm a 7,5 cm. Tenía grandes ojos y dientes afilados que sugerían que era un depredador activo. Sus características defensivas incluían una armadura pectoral ósea y pesada, aletas con espinas y cuatro pares adicionales de espinas que simulaban aletas para proteger su vientre. Todo esto hacía que Climatius fuera una presa difícil de cazar para los grandes depredadores del Devónico.
La cintura pectoral de los tiburones con espinas, como Climatius, comenzó como dos placas óseas separadas, conectadas a las aletas pectorales con espinas a cada lado del cuerpo. Luego evolucionaron como placas conectadas por una placa angosta, que atravesaban el pecho. Más tarde se sumaron otras placas, hasta que formaron una estructura rígida que trababa las aletas pectorales en su posición. Las aletas fijas servían como los hidroplanos que posibilitan la elevación cuando Climatius nadaba hacia adelante.

## Historia natural
Es probable que Climatius nadara sobre los lechos de mares o ríos de poca profundidad en busca de presas, pequeños peces y crustáceos.